# حيدر أباد (غرغان بوي)
حیدر أباد (بالفارسية: حیدرآباد) هي قرية تقع في إيران في قسم غرغان بوي الريفي. يقدر عدد سكانها بـ 122 نسمة .